# Roman Hruska

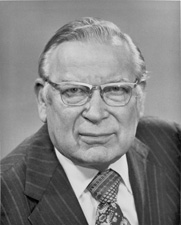
Roman Hruska

Roman Lee Hruska (* 16. August 1904 in David City, Butler County, Nebraska; † 25. April 1999 in Omaha, Nebraska) war ein US-amerikanischer Politiker (Republikanische Partei), der den Bundesstaat Nebraska in beiden Kammern des Kongresses vertrat. Hruska war als einer der lautstarken Konservativen im US-Senat in den 1960er und 1970er Jahren bekannt. Er wurde oft als ein besonders fleißiger, altmodischer und traditioneller Politiker bezeichnet.

## Leben
Der Nachfahre tschechischer Einwanderer, der auf sein tschechisches Erbe stolz war, zog mit seiner Familie nach Omaha, als er die Junior High School abschloss. Er besuchte die Technical High School in North Omaha. Er studierte an der University of Nebraska at Omaha, Universität von Chicago Jura und graduierte an der Creighton University. Er ließ sich in Omaha nieder und wurde Rechtsanwalt. Er ging als Mitglied des County commission des Douglas Countys in die Politik. Er diente von 1944 bis 1945 als normales Mitglied und von 1945 bis 1952 als Vorsitzender. Er war Vize-Präsident der National Association of County Officials von 1951 bis 1952 und diente eine Zeit lang als Mitglied der Kontrollstelle Nebraskas und des Verwaltungsrats der University of Omaha.

### Kongress
Hruska wurde 1952 für den zweiten Distrikt Nebraskas, der vor allem aus Ohama besteht, ins Repräsentantenhaus gewählt. Er diente nur eine Amtszeit, denn kandidierte 1954 für den ersten Sitz Nebraskas im US-Senat, der durch den Tod von Hugh A. Butler frei geworden war. Hruska gewann und wurde 1958, 1964 und 1970 wiedergewählt. Im Senat blieb er bis zu seiner Pensionierung im Jahr 1976. Sein Gegner im Jahre 1958 und 1970 war Frank B. Morrison. Hruska kandidierte nicht zur Wiederwahl für eine vierte Amtszeit.
Hruska wurde ein einflussreiches Mitglied des United States Senate Committee on Appropriations und des Justizausschusses des Senats. Er stimmte für den Civil Rights Act of 1964. Obwohl der Kongress seine ganze Zeit im Senat lang von den Demokraten kontrolliert wurde, war er als eine geschickte Gesetzgeber bekannt, und wurde gesagt, dass er großen Einfluss auf die Änderungen der Bundesstrafjustiz während seiner Zeit. Zum Zeitpunkt seiner Pensionierung war er hochrangiges der Mitglied des Justizausschusses des Senats.

### Verteidigung des Mittelmaßes
Hruska ist bestens in der politischen Geschichte Amerikas für diese Rede bekannt, in der er 1970 im Senat forderte die Ernennung von G. Harrold Carswell zum Richter des Obersten Gerichtshofs der Vereinigten Staaten zu bestätigen. Als Reaktion auf die Kritik, Carswell sei ein mittelmäßiger Richter gewesen, antwortete Hruska:
„Selbst wenn er mittelmäßig ist, es gibt eine Menge von mittelmäßigen Richtern und Leuten und Rechtsanwälten. They are entitled to a little representation, aren't they, and a little chance? Wir können nicht alle Brandeise, Frankfurter und Cardozos haben.“
Diese Rede wurde von vielen kritisiert und Carswell wurde schließlich abgelehnt.

### Ruhestand
Am 10. Oktober 1978 unterzeichnete Präsident Jimmy Carter das Gesetz, das das Meat Animal Research Center (MARC) in Clay County, Nebraska nach dem ehemaligen Senator benannte. Der Roman L. Hruska Federal Courthouse in Omaha ist auch nach ihm benannt. Hruska zog im Jahr 1976 zurück nach Omaha und lebte dort bis zu seinem Tod. Am 10. April 1999, fiel er, brach sich die Hüfte und starb an Komplikationen während der Behandlung. Hruska war Victoria Kuncl Hruska verheiratet und hatte mit ihr drei Kinder: Jana, Quenton und Roman Jr.